# František Pospíšil (etnograf)
František Pospíšil (5. června 1885 Skaštice u Kroměříže – 24. dubna 1958 Bolešov u Ilavy, Slovensko) byl moravský etnograf a muzejník.

## Život

### Mládí
Narodil se 5. června 1885 ve Skašticích manželům Ignáci a Antonii Pospíšilovým. František nejdříve ve Skašticích navštěvoval obecnou školu a později kroměřížské gymnázium, které ukončil 21. července 1904 maturitou. Po maturitě v témže roce začal navštěvovat Bohosloveckou fakultu vídeňské univerzity obor teologii, kde ale pobyl pouze rok, a tak studium nedokončil. Hned na to ale nastoupil na filosofickou fakultu Karlo-Ferdinandovy univerzity v Praze na obor češtinu a němčinu. Zde studium ukončil státní zkouškou z němčiny v roce 1912 (z češtiny ji měl už o 4 roky dříve) a o pět let později byl promován na doktora filosofie.

### Zaměstnání

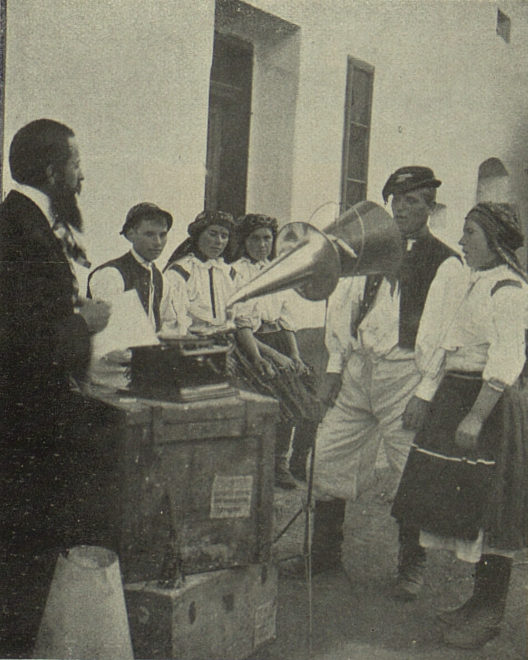
Straňanští (ze Strání blíže Javořiny) zpívají fašančárské písně (vlevo F. Pospíšil, foto F. Pittner, Český svět, 1911)

Od září 1910 začal vyučovat na hospodářské škole v Přerově, pak v roce 1915 nastoupil na vojenskou službu u 13. střeleckého pluku v Olomouci, posléze byl převelen jako rentgenolog a radiolog do záložní nemocnice na Novém městě v Olomouci. V roce 1917 se ještě na 3 roky vrátil do školy. Poté byl ale přeložen zemským výborem do Moravského zemského muzea, kde zůstal od roku 1923 trvale. Zde se ujal funkce kurátora etnografického oddělení, díky které mohl podniknout své studijní cesty do zahraničí.

### Fotografická činnost
První fotografické pokusy udělal ještě před první světovou válkou. Po konzultacích a povzbuzení, kterého se mu dostalo od Josefa Klvani, se věnoval fotografické dokumentaci velmi intenzivně. Fotografoval etnické menšiny (německé enklávy na Vyškovsku, Jihlavsku a Znojemsku, moravské Charváty) poutě (svatý Antonínek u Blatnice), dětské hry, folklórní slavnosti a mečové tance. Ty dokumentoval rovněž filmovým záznamem, a to nejen na území Československa, ale též v Baskicku (San Sebastian), Chorvatsku (ostrov Korčula), v Anglii a v Rusku.
Pospíšilovy fotografie mají ale dva negativní aspekty. Pořídil veliké množství fotografií, jejichž technická i umělecká kvalita je ale často problematická. Druhou těžkostí je fakt, že Pospíšil své fotografie nedostatečně popisoval, takže u nich neznáme datum a místo pořízení, což značně snižuje jejich dokumentární hodnotu.

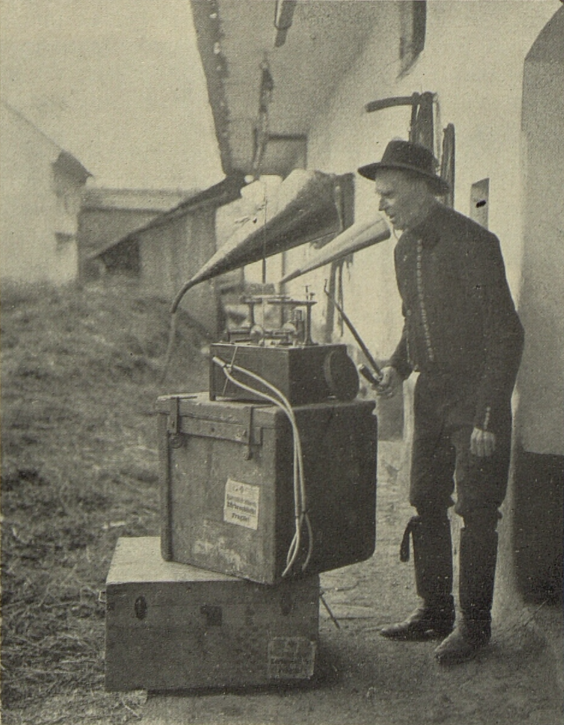
Staříček Molčík ze Skaštic u Kroměříže vykládá "Neco o Ječmínkovi" (foto F. Pospíšil, Český svět, 1911)

Ve třicátých letech spolupracoval s fotografem Antonínem Blažkem. Jeho národopisné fotografie jsou uloženy ve sbírkách Etnografického ústavu Moravského zemského muzea v Brně.

### Svatba
V roce 1920 si František Pospíšil vzal za ženu Marii Červinkovou (1899–1982), známější pod přezdívkou Šári, v Kapli sv. Antonína Paduánského na Blatnické hoře.

## Přínos Františka Pospíšila
František Pospíšil se stal v etnografii a muzejnictví velice významným díky využívání moderní záznamové techniky při své badatelské a výzkumné činnosti. Pořizoval zvukové záznamy na fonograf, natáčel na kameru, ale i fotografoval a k daným fotografiím dělal podrobné popisky. Mezi jeho nejdůležitější výzkumy patří studium Moravských Charvátů na Mikulovsku – zvukové zaznamenávání jejich písní a řeči. Výzkum mečových tanců – dokumentoval je prostřednictvím fotografií a filmových záznamů, a tím o nich zachoval povědomí dalším generacím. Studium jihozápadních indiánských kmenů se zachovalou původní kulturou – jednalo se o tzv. Pueblany (indiáni Hopi, Zuni, Tewa), Navahy a Apače.

## Vyznamenání
Byl mu udělen jugoslávský řád sv. Sávy  IV. třídy (důstojník) za výzkumnou činnost b
alkánských zbrojných tanců.

## Dílo
- Mečový (zbrojný) tanec na slovanské půdě – Národopisný věstník českoslovanský 6, 1911, s. 25–55
- Katalog výstavy Sdružení výtvarných umělců (SVU) moravských v Olomouci: Od 26. května do 9. června 1918 – redigoval. Olomouc: SVU, 1918
- Hromadné nálezy bronzové (depöts) v Olomouci – Olomouc: 1920
- Josef Klvaňa (22. 1. 1857–13. 8. 1919): životopisný náčrt se zřetelem k práci národopisné – Brno: Časopis Moravského muzea zemského (ČMMZ), 17–19, 1920–1921, s. 640–673
- Zemské selské muzeum – zvláštní otisk z časopisu „Moravský hospodář“, 23, 1921, C. 4
- Ilustrované poznámky k Moravskému národopisu: Moravské kroje – zvláštní otisk z časopisu „Salon“ 3, 1922. Brno: vlastním nákladem, 1922
- Almanach Hanáckého roku v Přerově – almanach sestavil. Přerov: 1923
- Madlenka Wanklová (20. 7. 1921–14. 3. 1922): životopisný náčrt se zřetelem k práci národopisné – Brno: ČMMZ, 20–21, 1922–1923, s. 257–278.
- Sochař Vojtěch Eduard Šaff: katalog výstavy – katalog sestavil. Brno: Moravská Uranie, 1924
- Almanach Hanáckého Roku – almanach sestavil. Přerov: 1925
- Staré válečnické tance evropských národů, a zvláště mezi Basky v Pyrenejích: (Komunikace) – Brno: v. n., 1927
- Almanach Hanáckého roku v Přerově. Sestavil dr. Fr. Pospíšil. Přerov 1923.
- Taniec zbójnicki na Podhalu (w Zakopanem) ijego miejsce miedzy oreznymi tancami u Slowian ogólnie i miedzy Baskami w Pyrenejach. II. zjazd slowianskich geografów i etnografów w Polsce 1927
- Folk-lore society: jubiles congres, 1928: London, September 19-25 – Brno: v. n., 1928
- Etnografické oddělení Moravského zemského muzea v Brně. Stav sbírek 1924–1927. Brno: s. n., 1928
- Rusalskija grobišča na Moravě? – Zvláštní otisk z časopisu Vlasteneckého spolku muzejního v Olomouci, 1, 29, 1928, s. 3–8
- Horácko a tzv. národopis. Zvl. otisk z časopisu „Od Horácka k Podyjí“, 1–2, 7, 1929–1930. Znojmo: Jahoda, 1930
- František Štampach: kulturní primitivismus a civilisace: studie a příklady o primitivních prvcích kulturních u Slovanů: v Brně 1931 – Praha: Melantrich,1932
- Etnologické materiálie z jihozápadu USA: anthropo-geografické hodnocení studijní cesty k SW lndiánům na podkladě přírodovědeckém – Brno: v. n., 1932
- Almanach hanáckého roku – almanach sestavil. Přerov: s. n., 1932
- Le probléme des „Nastinari" bulgares dand ľ ethnographie et ľ ethnologie – Sofia: 1936